# Leif Larsson (fotbollsspelare född 1954)
Ej att förväxla med Leif Larsson (1921–1975), som också spelade fotboll för Gais. För andra betydelser, se Leif Larsson.
Leif Larsson, född 1954, är en svensk före detta fotbollsspelare som representerade Gais säsongerna 1975–1977.
Larsson värvades till Gais från BK Häcken inför den allsvenska säsongen 1975. Han spelade 11 matcher (0 mål) när Gais trillade ur allsvenskan samma år och 15 matcher (0 mål) i division II södra 1976, innan han 1977 blev delad intern skyttekung med Kenneth Wessberg med åtta mål på 26 matcher. Sammanlagt spelade han 51 matcher (8 mål) för klubben innan han 1978 återvände till Häcken.